# Ceratellopsis equiseticola
Ceratellopsis equiseticola är en svampart som först beskrevs av Jean Louis Emile Boudier, och fick sitt nu gällande namn av Corner 1950. Ceratellopsis equiseticola ingår i släktet Ceratellopsis och familjen Gomphaceae.   Inga underarter finns listade i Catalogue of Life.